# Сингх, Кунвар Индерджит
Кунвар Индерджит Сингх (непальск. कुवंर इन्द्रजीत सिंह; 1906, район Доти, Королевство Непал — 4 октября 1982, Катманду, Королевство Непал) — непальский врач и государственный деятель, премьер-министр Непала (1957—1958), получивший известность как «Гималайский Робин Гуд» за свою деятельность по перераспределению земель в пользу крестьян.

## Биография
Принадлежал к не самому влиятельному княжескому роду. Получил высшее медицинское образование и работал гомеопатом. Считается первым известным врачом в Непале, известным как «доктор К. И. Сингх». Сыграл важную роль в революции против самодержавного правления династии Рана.
В 1932—1934 годах работал в Индии и Бирме, в оккупированных Японией районах. В 1946 году присоединился к партии ННК, активно участвовал в революции 1950—1951 годов на стороне короля Трибхувана против династии Рана для установления демократии в Непале. Он получил прозвище «Робин Гуд из Гималаев», когда начал раздавать землю крестьянам во время восстания. Однако король вследствие левых взглядов политика отказался включить его в состав нового правительства страны. Из-за сильной оппозиции к соглашению 1950 года был арестован и заключён в тюрьму на 6 месяцев. В 1952 году он возглавил переворот, и в течение двух дней удерживал власть в Катманду. Затем ему удалось бежать в КНР; вернулся после амнистии, объявленной по просьбе китайских властей королем Махендрой (1955).
В 1957—1958 годах в течение четырёх месяцев занимал пост премьер-министра Непала. Затем был арестован и заключён в тюрьму на 17 месяцев из-за участия в непальской Сатьяграхе, но впоследствии был освобождён по приказу Верховного суда (1965). В течение двух сроков был членом Растрии Панчаят (национальный законодательный орган).